# Prensado isostático en caliente

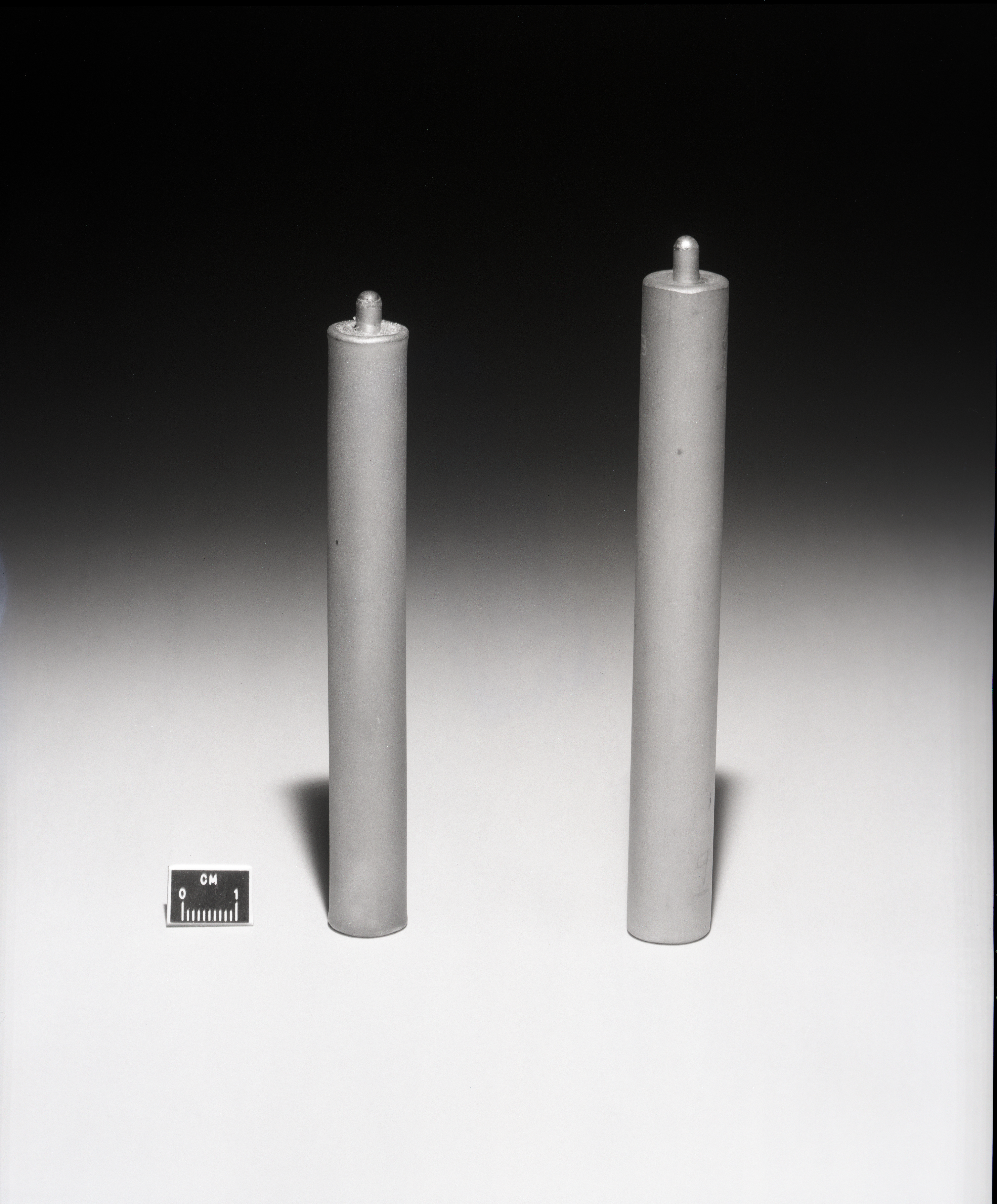
Probetas de aleación de níquel prensadas isostáticamente.

El prensado isostático en caliente (Hot Isostatic Pressing, HIP) es un proceso de fabricación utilizado para reducir la porosidad de los metales y la influencia de la densidad de muchos materiales cerámicos. Esto mejora las propiedades mecánicas del material y la viabilidad.

## Procedimiento
El proceso de prensado isostático en caliente somete a un componente a la vez a elevadas temperatura y presión de gas isostática en un recipiente contenedor de alta presión. El gas de presurización más utilizado es el argón. Se utiliza un gas inerte, de manera que el material no reaccione químicamente. La cámara se calienta, haciendo que la presión dentro del recipiente aumente mucho. Muchos sistemas emplean bombeo del gas asociado para lograr el nivel de presión necesaria. La presión se aplica a la materia por igual en todas las direcciones (de ahí el término "isostático").
Para la fabricación de piezas de fundición, el gas inerte se aplica a presiones comprendidas entre 7350 psi (50,7 MPa) y 45.000 psi (310 MPa), siendo la más común una presión de 15.000 psi (100 MPa). Se precalienta el material a un rango de temperaturas de 900 °F (482 °C) para piezas de fundición de aluminio a 2.400 °F (1.320 °C) para superaleaciones de níquel.
La temperatura se puede elevar hasta 3000 °C mediante calefactores de grafito. Permite obtener piezas de formas complejas con propiedades muy regulares.
Es necesario aislar la porosidad del medio de presurización por lo que se recurre a:
- Encapsular en una bolsa cerrada capaz de impermeabilizar al material compacto y transmitir presión.
- Alcanzar mediante sinterización previa un estado de porosidad cerrada (proceso Sinter-HIP en un ciclo, o bien prensado isostático en caliente en un horno después de sinterizar en otro horno previo). Estos ciclos son largos (hasta 4 horas) y la encapsulación resulta laboriosa.

## Ventajas e inconvenientes del prensado isostático en caliente
Cuando las piezas de fundición son tratadas con presión isostática en caliente, la aplicación simultánea de calor y presión elimina los vacíos internos y la microporosidad mediante una combinación de la deformación plástica, fluencia, y la unión por difusión, por lo que este proceso mejora la resistencia a la fatiga de los componentes. Las aplicaciones principales son la reducción de la microcontracción, la consolidación de los metales en polvo, la fabricación de composites de cerámica y el recubrimiento con metales. El prensado isostático en caliente también se utiliza como parte de la sinterización (metalurgia de polvos) y el proceso para la fabricación de materiales compuestos de matriz metálica.
Su ventaja principal es que las piezas tienen casi el cien por cien de la densidad nominal del material empleado, poseen una buena unión metalúrgica entre las partículas, con estructura granular y, por ello, buenas propiedades mecánicas isotrópicas. Este método permite trabajar con piezas de mayor tamaño que otros métodos de procesado de materiales.
Se emplea principalmente en procesos de fabricación de componentes de superaleaciones o aleaciones de titanio para las industrias aeronáutica, aeroespacial, militar, médica, química y de máquinas-herramienta.
Sus principales inconvenientes son la presencia de tolerancias dimensionales mayores que las obtenidas con otros procesos de compactación, y el mayor coste y tiempo necesarios. Por ello se aplica a series relativamente pequeñas de menos de diez mil piezas al año.